# Нестеренко, Светлана Григорьевна
Светлана Григорьевна Нестеренко (24 марта 1947, Новосибирск — 2 ноября 2020, Москва) — вокальный педагог, заведующая кафедрой сольного пения Академии хорового искусства имени В. С. Попова, педагог Молодёжной оперной программы и оперной труппы Большого театра, Заслуженный работник культуры Российской Федерации (1998), член Международного союза музыкальных деятелей, профессор.

## Биография
Родилась в Новосибирске 24 марта 1947 года. Музыкальное и вокальное образование получила в Москве ГМПИ им. Гнесиных.
Педагогами С. Г. Нестеренко были Л. Б. Дмитриев (фониатрия) В. Л. Чаплин, Н. А. Вербова (вокал), Л. К. Ярославцева.
Много лет работала заведующей кафедрой вокального искусства в Волгоградской консерватории им. П. А. Серебрякова. В 2001 году преподавала на вокальной кафедре Мэнсфилдского университета (штат Пенсильвания, США).
С 2001 года работала заведующей кафедрой сольного пения Академии хорового искусства им. В. С. Попова (2001—2020). До 2011 года преподавала в Российской академии музыки им. Гнесиных.
С 2009 года преподавала в Молодёжной программе Большого театра России и Международной музыкальной академии в Минске (2009—2020).
Член жюри многих международных и Всероссийских вокальных конкурсов, среди которых «Дельфийские игры», «Bella voce», конкурс имени Пирогова и др. Как педагог, неоднократно участвовала в Международной Школе вокального мастерства (Москва).
Светлана Григорьевна регулярно проводила мастер-классы в России (Москва, Екатеринбург, Волгоград, Екатеринбург, Ханты-Мансийск, Архангельск) и за рубежом (Берлин, Дрезден, Барселона, Невшатель, Базель).
Уникальный творческий метод С. Г. Нестеренко строится на индивидуальном подходе к каждому ученику: «Каждый ученик для меня — это абсолютно новая книга».
С. Г. Нестеренко была выработана чёткая концепция оформления певческого голоса, где самым важным становится естественное звукообразование и красота певческого тона.
Плодотворное сотрудничество с профессором Л. Б. Дмитриевым, автором монографии о голосе, тщательное изучение физиологии голоса и анатомических особенностей строения голосового аппарата, позволило С. Г. Нестеренко точно определять дефекты в пении, находить пути и возможности их исправления, помогать солисту максимально раскрыть свой голос, культивировать самые красивые тембровые характеристики, распространить их на весь диапазон, добиваться ровности и чистоты певческого тона; находить способы совершенствования приемлемые для данного типа голоса.
С. Г. Нестеренко обладала цветным слухом и способностью слышать тембр и обертоны певческого голоса в цвете, определять их частоту в герцах.
Среди учеников С. Г. Нестеренко множество лауреатов и победителей престижных конкурсов, солистов лучших оперных сцен мира: обладательница премии «Грэмми» и победительница «Опералии» Екатерина Лехина (сопрано), Александр Виноградов (бас), Динара Алиева (сопрано), Богдан Волков (тенор), Елена Максимова(меццо), Ольга Кульчинская (сопрано), Алексей Неклюдов (тенор), Ярослав Абаимов (тенор), Марина Зятькова (сопрано), Ольга Гурякова (сопрано), Елена Галицкая (сопрано), Татьяна Липовпенко (меццо-сопрано), Вита Васильева (сопрано), Яна Бесядынская (сопрано), Елена Кужелева (сопрано) и многие другие.

## Награды
- Заслуженный работник культуры Российской Федерации (31 мая 1998 года) — за заслуги в области культуры и многолетнюю плодотворную работу[3].
- Благодарность Президента Российской Федерации (13 апреля 2012 года) — за заслуги в развитии отечественной культуры, телерадиовещания, печати, образования и многолетнюю плодотворную работу[4].

## Публикации
- Воспросы вокального образования. Методические рекомендации для преподавателей вузов и средних специальных учебных заведений. Бержинская С. И., Яковленва А. С., Агин М. С., Нестеренко С. Г. и др.[5].